# Jean Thiébault Silbermann
Pour les articles homonymes, voir Silbermann.
Jean Thiébault Silbermann, né le 1er décembre 1806 à Burnhaupt-le-Haut et mort le 4 juillet 1865 à Paris 3e, est un physicien français.

## Biographie

### Jeunesse et formation en Alsace
Fils d'un capitaine d'artillerie, celui-ci s'attache à développer chez le jeune Jean-Thiébaut le goût pour les sciences d'observation. Il entre à l'école communale de Burnhaupt-le-Bas à 7 ans puis ses parents emménagent, l'année suivante, à Neuf-Brisach, son père étant détaché à la direction de l'artillerie. Il étudie alors à l'école de Beaumont, puis à l'école de Messin, et enfin à l'école communale de Stoerckel. Il entre à 11 ans au collège communal de Neuf-Brisach sous Ravez et y reste 5 ans. Il étudie ensuite le dessin à l'école de la chanoinesse baronne Loire de Wimpfen.
En 1823, il rejoint le service du génie et arrive à Strasbourg en mars 1824, où il est dessinateur à la caserne des pontonniers de la ville. Il continue à suivre des cours de dessin auprès de J. Guérin à l'hôtel de ville, tout en suivant les cours de la faculté des sciences de Strasbourg notamment les cours de physique du professeur Herrenschneider, parent de sa famille.

### Premier séjour à Paris
Il part ensuite à Paris, en novembre 1825, où il est accueilli par un ami de son père, le constructeur d'instruments de précision alsacien François-Antoine Jecker. Lui trouvant de grandes aptitudes, il l'engage comme apprenti dans ses ateliers. Silbermann suit en parallèle durant l'année 1825-1826 les cours de dessin de Leblanc et les cours de géométrie de Charles Dupin au Conservatoire royal des arts et métiers, ainsi que les cours de physique et de chimie de la faculté des sciences de Paris, en particulier les leçons de Claude Pouillet, qui partage alors le cours de physique avec le professeur titulaire Gay-Lussac. Pouillet, qui est également professeur titulaire au collège royal Bourbon, le remarque et lui offre à la rentrée 1826 la place de préparateur des cours de physique et de chimie au collège tout en se l'attachant pour ses recherches personnelles concernant à l'époque l'électricité et la chaleur. Claude Pouillet emploie également Silbermann, avec Claude-François Barruel préparateur du cours de chimie de la faculté, lors des leçons qu'ils donnent aux enfants du roi Louis-Philippe en 1827-1828, et le charge de la confection des planches du traité de physique dont il prépare alors la rédaction. Silbermann enseigne également le dessin durant l'année 1828-1829.

### Retour en Alsace
Cependant, la faible rémunération de ces fonctions l'amène à les quitter en novembre 1829, date à laquelle il retourne en Alsace pour y reprendre des études de dessin des cartes géographiques dans la maison Herder de Fribourg-en-Brisgau. L'année suivante, en octobre 1830, il se marie et obtient une place de piqueur aux services des ponts et chaussées en avril 1831. Il y travaille en particulier aux travaux d'endiguement du Rhin, ainsi qu'à la cartographie du cours de ce fleuve entre Bâle et Strasbourg, ouvrage qu'il exécute avec son frère Ignace Joseph de trois ans et demi son cadet. Il occupe ce poste jusqu'en septembre 1834, date à laquelle il entre comme contremaître de mécanique dans la maison centrale d'Ensisheim avec l'entrepreneur Titot.  

### Retour à Paris
Un an plus tard, en juillet 1835, il revient à Paris où Claude Pouillet, devenu professeur au Conservatoire royal des arts et métiers, l'engage comme préparateur de son cours. Il obtient également, en 1839, le poste de préparateur des cours de physique de Pouillet et Despretz à la faculté des sciences de Paris.
En 1848, il quitte ses postes de préparateur au Conservatoire et à la Faculté pour devenir conservateur des collections du Conservatoire national des arts et métiers en remplacement de Charles Schlumberger. Il fut remplacé à la faculté des sciences par Jean-Gustave Bourbouze.
Son frère Ignace Joseph (né en 1819) devient, quant à lui, préparateur du cours de physique générale et expérimentale du Collège de France en 1838, succédant à M. Simon, auprès de Félix Savart (suppléé par Jacques Babinet) puis Victor Regnault, qui lui fit développer de manière très importante le cabinet de physique du Collège au point d'en faire un des plus riches au monde.

## Travaux scientifiques
Il a, avec Pierre Antoine Favre, réalisé les premières mesures de thermochimie, à propos des chaleurs de combustion de corps organiques (1850 à 1855). Tous deux ont mesuré aussi le dégagement de chaleur produit par le courant électrique, confirmant ainsi le principe d'équivalence. On doit également à Silbermann un focomètre, pour la mesure des distances focales des lentilles, un héliostat (1843 avec Jean-Baptiste Soleil), un réfractomètre (nommé « appareil de Silbermann »), ainsi qu'un pyromètre.

## Comités, sociétés savantes et décorations
Il fut l'un des membres fondateurs de la Société française de photographie en 1854, membre du comité des arts économiques, membre du congrès international de statistique en 1855, membre de l'ordre militaire du Christ du Portugal également en 1855. Il est nommé chevalier de la Légion d'honneur le 1er janvier 1856, sur demande du ministère des Travaux publics, alors qu'il est conservateur des collections aux Arts et métiers.